# Vendel (Frankrijk)
Vendel is een plaats en voormalige gemeente in het Franse departement Ille-et-Vilaine in de regio Bretagne. De plaats maakt deel uit van het arrondissement Fougères-Vitré.

## Geschiedenis
Vendel is op 1 januari 2019 gefuseerd met de gemeenten Saint-Georges-de-Chesné, Saint-Jean-sur-Couesnon en Saint-Marc-sur-Couesnon tot de gemeente Rives-du-Couesnon.  

## Geografie
De onderstaande kaart toont de ligging van Vendel (Frankrijk) met de belangrijkste infrastructuur en aangrenzende gemeenten.

## Demografie
Onderstaande figuur toont het verloop van het inwonertal, bron: INSEE-tellingen.

Saint-Georges-de-Chesné · Saint-Jean-sur-Couesnon · Saint-Marc-sur-Couesnon · Vendel